# بيتر روس-إدواردز
بيتر روس-إدواردز هو سياسي أسترالي، ولد في 11 يوليو 1922، وتوفي في 10 أكتوبر 2012. انتخب عضو الجمعية التشريعية  في فيكتوريا ‏.